# Heliconia holmquistiana
Heliconia holmquistiana là một loài thực vật có hoa trong họ Heliconiaceae. Loài này được Abalo & G.Morales mô tả khoa học đầu tiên năm 1991.